# Bielsko-Biała Lipnik
Bielsko-Biała Lipnik – przystanek kolejowy i posterunek odgałęźny w Bielsku-Białej, w województwie śląskim, w Polsce. Znajduje się w dzielnicy Biała Krakowska (na Osiedlu Grunwaldzkim), przy ul. Cichej, na linii 

## Ruch pasażerski
| Rok  | Wymiana pasażerska na dobę |
| ---- | -------------------------- |
| 2017 | 200-299                    |
| 2022 | 500-799                    |

Katowice – Skalité-Serafínov.

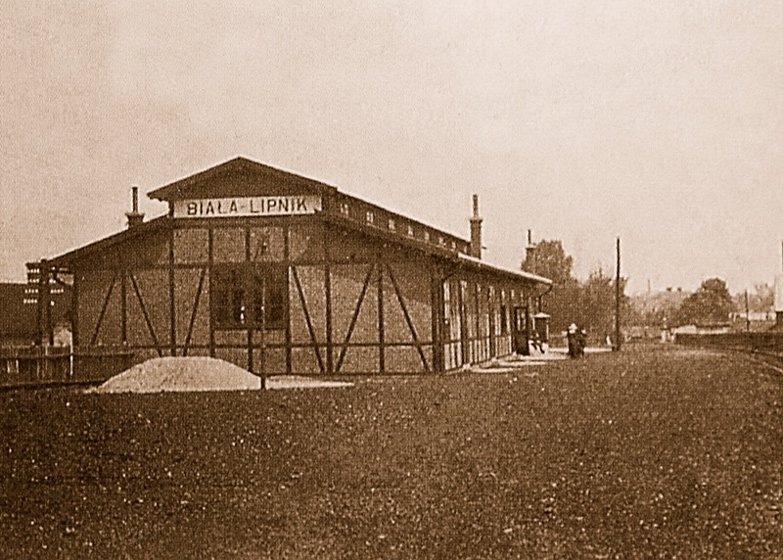
Stary budynek stacyjny z 1912 r. w latach 30

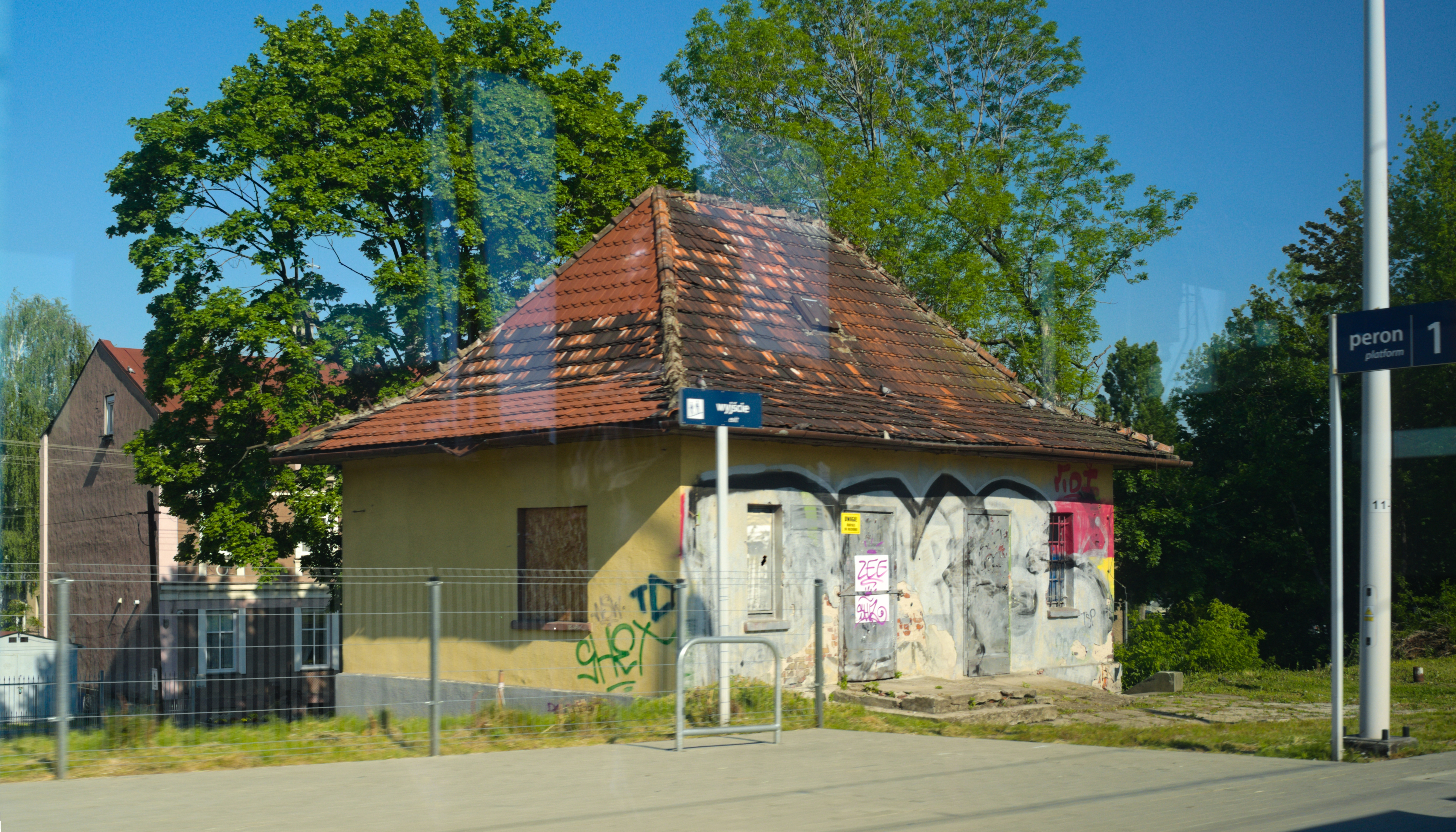
Budynek stacyjny w 2020

Stacja powstała w 1912 roku a do 1951 nosiła nazwę Biała Lipnik. 
W 1943 roku hitlerowskie władze zmieniły nazwę przystanku na Bielitz Niederstadt, co było skutkiem wcześniejszej likwidacji w 1939 roku miasta Biała Krakowska i włączenia go do miasta Bielitz jako jego wschodnia dzielnica pod nazwą Bielitz Ost. Oficjalnie nazwę Biała Lipnik przywrócono 14 lipca 1946. 
Pierwotny budynek stacyjny zbudowany był z muru pruskiego, ale został rozebrany w latach 80. XX wieku, ponieważ groził katastrofą budowlaną. 
Przystanek wyposażony jest w elektroniczne tablice informacyjne. Po zamknięciu kas biletowych niewielki budynek stacyjny ulega dewastacji (2010). Ze stacji Bielsko-Biała Lipnik odchodzi bocznica do zakładów tłuszczowych Bielmar.
Od czerwca 2008 roku istnieje tu galeria sztuki Na Stacji, założona przez Fundację Rozwoju Miasta Bielska-Białej. Na peronach zostały zamontowane stałe elementy wystawiennicze, na których na co dzień są eksponowane kopie arcydzieł światowego malarstwa, a w weekendy prace lokalnych artystów i osób. 